# 西班牙经济
西班牙經濟屬歐元區經濟之一部分，本世紀初人均所得一度超越義大利，然而其經濟水平卻僅屬中游 ，僅優於東歐的歐盟成員如匈牙利、波蘭、羅馬尼亞。金融海嘯前，三分之一的經濟靠房地產支撐，海嘯爆發後經濟持續不振，2010年失業率更高達10.05%。
1950年，西班牙還是一個落後和閉關自守的農業國，農民多使用牛耕田，用風車戽斗灌溉。工業以採礦業和某些輕工業為主，其他工業都很薄弱。從20世紀60年代起，西班牙實行全面對外開放，利用本國相對廉價的勞動力，大量引進外國資本和技術，大力發展旅遊事業，并積極鼓勵勞動力出口，促使西班牙經濟快速發展起來，創造出“西班牙奇跡”。2010年，國內生產總值14087億美元，人均GDP超過3萬美元。

## 工業
工業已步入發達國家的行列，現已經建立起較完整的體系。年鋼產量1500萬噸以上，汽車年產突破300萬輛，造船工業居歐洲前列。製鞋、服裝等工業享有世界聲譽。全國已有8座核電站投入運行，發電能力佔到全國的1/3.風能和太陽能發電已開始在南方等地使用。西班牙擁有較為豐富的礦產資源，黃鐵礦儲量居世界前列，汞藏量居世界首位。以前礦產可供出口，近年來隨著工業規模的擴大，本國資源已供不應求。現在大部分石油和鋁土，一半鐵礦石、煉焦煤和一些有色金屬需要從外國進口。
西班牙的制造业佔國民生產總值比例不高，仅拥有少量的民族品牌。西班牙较广为人知的品牌是“西亚特(Seat)”汽車，但这个品牌目前已是德国大众汽车公司旗下的一个子品牌。

## 農業
隨著機械化、現代化的進展，勞動者佔到全國結業人口的比例，已從70年代的27%，下降到目前（2009年）的7%，但產量仍有提高。廣大的內陸高原，主要種植麥類、玉米、土豆和甜菜。橄欖種植業已有2000多年的歷史。南部的橄欖林漫山遍野，連綿不絕，為世界最大的橄欖油生產國之一，因此有“橄欖王國”的稱號。柑橘出口量居世界第一，葡萄酒生產和出口在世界上也佔據重要位置。畜牧業以養羊、牛和豬為主，所產美麗諾羊（Merino）是世界上最好的品種之一，特別適應乾旱氣候，毛細長有光澤。漁業也十分發達，大量出口魚罐頭。

## 第三產業
旅遊業非常發達。西班牙風光明媚，歷史悠久，列為世界遺產的名勝古跡有40處，數量居世界第三，享有“旅遊王國”的美稱，世界旅遊組織的總部就設在馬德里。全國每年接待外國遊客5000多萬。